# Цветков, Пётр Алексеевич
Пётр Алексеевич Цветко́в (1908—1989) — советский инженер-механик.

## Биография
Родился 21 сентября 1908 года в чистый четверг в праздник Рождества Пресвятой Богородицы в многодетной зажиточной крестьянской семье .
В 1934 году окончил (без отрыва от производства) МММИ имени Н. Э. Баумана.
С 1929 года работал на заводе ЗИС (ЗИЛ): рабочий, мастер, начальник цеха, главный технолог, главный инженер проектного управления.
В 1939 году на два года уехал в США на стажировку. По просьбе Лихачёва был освобождён от призыва в армию. В 1943 году был направлен в годичную командировку в США.
Был гл. инженером проектирования завода КАМАЗ, за что награждён орденом Ленина. В 1953 году возглавил созданное на МосЗиСе специальное управление АЗ-1 (Автомобильный завод №1), занимавшееся проектными работами Чанчуньского автозавода. За строительство крупнейшего в Китае автомобильного завода награждён орденом КНР.

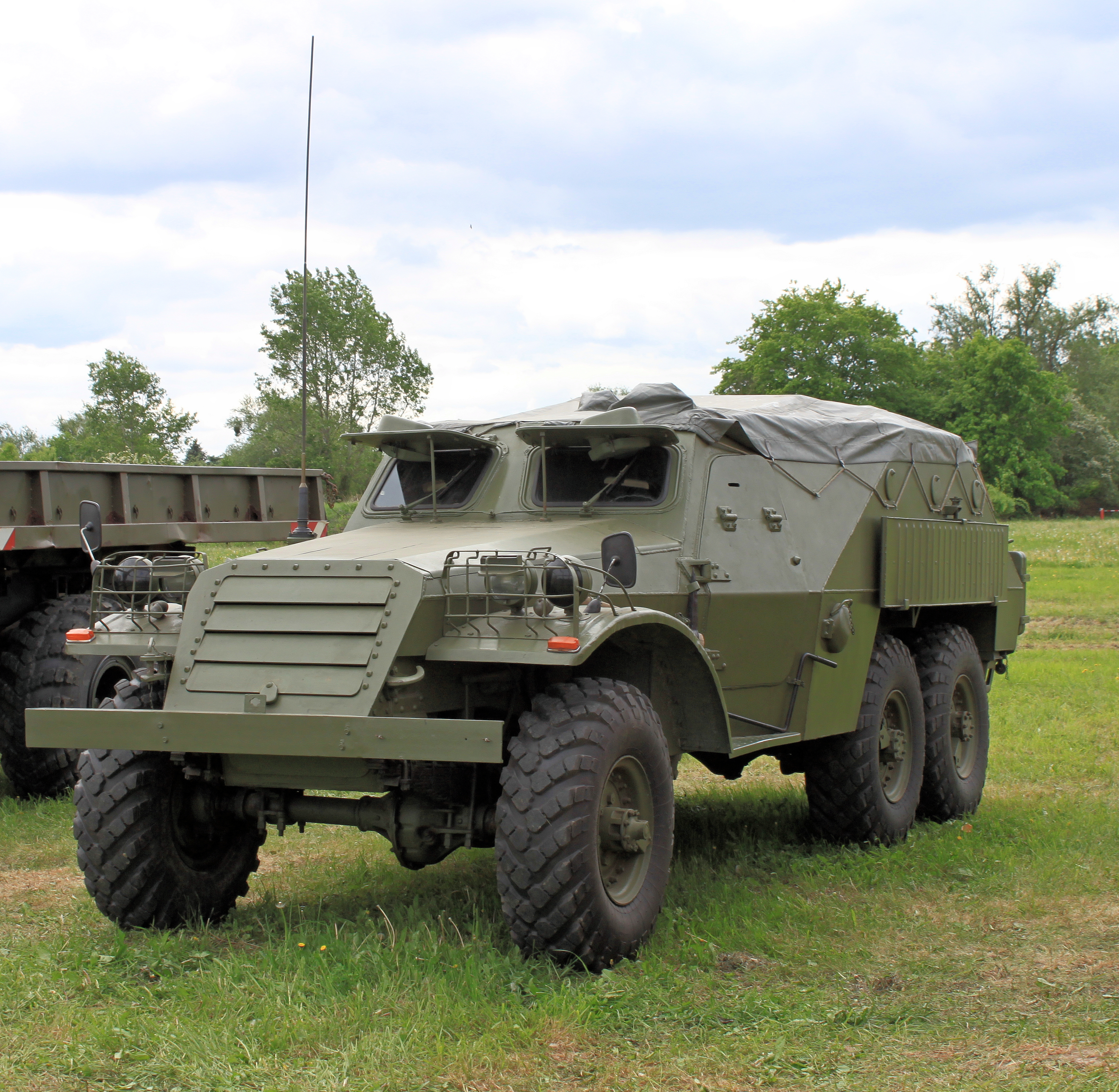
БТР-152

После выхода на пенсию — директор заводского музея ЗИЛа.
Умер в Москве в свой 81-й день рождения 21 сентября 1989 года.

## Награды и премии
- Сталинская премия третьей степени (1951)— за создание нового образца автомобиля (БТР-152).
- Государственная премия СССР (1971) — за участие в разработке и внедрении системы комплексной механизации основных и вспомогательных процессов производства на Московском автомобильном заводе имени И. А. Лихачёва
- орден Ленина
- орден Трудового Красного Знамени.
- медали